# NY-LON
NY-LON (2004) – brytyjski serial obyczajowy stworzony przez Simona Burke’a i Anyę Camilleri.
Światowa premiera serialu miała miejsce 24 sierpnia 2004 roku na antenie Channel 4. Ostatni odcinek serialu został wyemitowany 5 października 2004 roku. W Polsce serial nadawany był dawniej na kanale Fox Life.

## Obsada
- Rashida Jones jako Edie Miller
- Stephen Moyer jako Michael Antonioni
- Christine Adams jako Katherine Williams Osgood
- Rachel Miner jako Astrid
- David Rogers jako Luke
- Emily Corrie jako Lauren Antonioni
- Navin Chowdhry jako Raph

## Spis odcinków
| N/o            | Polski tytuł  | Angielski tytuł            |
| -------------- | ------------- | -------------------------- |
|                |               |                            |
| SERIA PIERWSZA |               |                            |
|                |               |                            |
| 01             | Chemia        | Something about Chemicals  |
|                |               |                            |
| 02             | Bagaż         | Something about Baggage    |
|                |               |                            |
| 03             | Zaangażowanie | Something about Commitment |
|                |               |                            |
| 04             | Uczciwość     | Something about Honesty    |
|                |               |                            |
| 05             | Rodzina       | Something about Family     |
|                |               |                            |
| 06             | Przyjaciele   | Something about Friends    |
|                |               |                            |
| 07             | Miłość        | Something about Love       |
|                |               |                            |